# Saint-Escobille
Saint-Escobille là một xã ở tỉnh Essonne thuộc vùng Île-de-France miền bắc nước Pháp.
Theo điều tra dân số năm 1999, dân số xã này là 492 người. Ước tính dân số năm 2005 là 469.
Danh xưng cư dân địa phương Saint-Escobille trong tiếng Pháp là Saint-Escobillois.